# 繫緊你的安全帶
是一部2013年上映的韓國喜劇片，河正宇的導演處女作，講述遭遇颱風而面臨墜機危險的一架飛機上，乘客以及乘務員們引發的鬧劇。

## 演員陣容

### 主要人物
- 鄭敬淏 飾演 馬俊奎
- 韓成天 飾演 韓基范機長

### 其他人物
- 金才禾 飾演 金華蘭乘務員
- 崔圭桓 飾演 金賢奇記者
- 金基天 飾演 河成福會長
- 金秉玉 飾演 僧人
- 姜申哲 飾演 姜新秋事務長
- 高聖熙 飾演 乘務員
- 李智勳 飾演 眼科醫生
- 孫華玲 飾演 女秘書
- 金載英 飾演 金初瓏乘務員
- 金藝朗 飾演 宋慈英
- 李尚元 飾演 新婚男子
- 李秀仁 飾演 新婚女子
- 林賢成 飾演 李東熙副機長
- 黃汀旼 飾演 車福順
- 高圭弼 飾演 馬俊奎經紀人
- 金宣敬 飾演 孩子母親
- 姜漢娜 飾演 瑪麗
- 羅慧珍 飾演 乘務員
- 李奎福 飾演 馬俊奎經紀人

### 友情出演
- 吳光祿 飾演 濟州空管員
- 姜成範 飾演 金浦空管員
- 河正宇 飾演 仁川空管員
- 金聖洙 飾演 金聖洙
- 金成均 飾演 渣男
- 馬東錫 飾演 羽田機場職員

## 獎項榮譽
- 2014年：第9屆大阪亞洲電影節[2]
  - 最佳潛力獎（河正宇）
- 2014年：第34屆韓國黃金攝影獎
  - 最佳新人男演員（鄭敬淏）[3]

## 外部連結
- NAVER上《繫緊你的安全帶》的資料
- Daum上《繫緊你的安全帶》的資料

- 韩国电影数据库（KMDb）上《繫緊你的安全帶》的資料
- 互联网电影数据库（IMDb）上《繫緊你的安全帶》的资料（英文）
- 豆瓣电影上《繫緊你的安全帶》的資料 （简体中文）
- Yahoo奇摩電影上《繫緊你的安全帶》的資料（繁體中文）
- 開眼電影網上《繫緊你的安全帶》的資料（繁體中文）
- Box Office Mojo上《繫緊你的安全帶》的资料（英文）